# Thái tử Thân Sinh
Cơ Thân Sinh (chữ Hán: 姬申生; ? - 655 TCN), hay Cung thái tử (恭世子), là thái tử nước Tấn thời Xuân Thu trong lịch sử Trung Quốc.

## Thân thế
Thân Sinh là con trai thứ ba của Tấn Hiến công - vua thứ 19 nước Tấn. Mẹ ông là Tề Khương, con gái Tề Hoàn công, bá chủ chư hầu đương thời. Do thế lực ngoại thích lớn mạnh, bà được phong làm chính thất của Hiến công. Thân Sinh là Đích tử, cha vừa lên ngôi đã được sắc phong Thái tử.

## Trấn thủ Khúc Ốc
Năm 672 TCN, Tấn Hiến công tấn công tộc Ly Nhung, bắt được hai vị công chúa là Ly Cơ và Thiếu Cơ, nạp làm phi tần. Mẹ Thân Sinh qua đời sớm, Tấn Hiến công sủng ái chị em Ly Cơ hết mực, còn phong Ly Cơ làm kế thất.
Năm 665 TCN, Ly Cơ sinh con trai, đặt tên Cơ Hề Tề. Hiến công muốn phế Thân Sinh để lập Hề Tề làm Thái tử. Trước tiên, Hiến công bèn tính kế đưa các con lớn đi trấn thủ ở ngoài, sai công tử Trùng Nhĩ đi trấn thủ thành Bồ gần biên giới phía bắc, sai Thân Sinh trấn thủ đất Khúc Ốc và sai công tử Di Ngô trấn thủ đất Khuất.

## Mở rộng đất đai nước Tấn
Năm 661 TCN, Tấn Hiến công lập ra hai đạo quân lớn trong nước để chinh phạt mở rộng đất đai. Hiến công tự mình chỉ huy đạo thượng quân và giao cho thái tử Thân Sinh chỉ huy đạo hạ quân.
Tấn Hiến công cùng thái tử Thân Sinh mang quân đánh các nước láng giềng. Kết quả các đạo quân thắng trận lập công, diệt được 3 nước là Hoạch, Ngụy và Cảnh. Khi trở về, Tấn Hiến công xây tu bổ thành Khúc Ốc cho Thân Sinh.
Theo lý thái tử phải ở trong triều gần vua cha để nối ngôi nhưng Hiến công vẫn sai Thân Sinh trấn thủ Khúc Ốc. Đại phu Sĩ Vĩ khuyên Thân Sinh nên bỏ trốn, vì việc điều thái tử đi ở ấp riêng là Tấn Hiến công không có ý cho Thân Sinh ở lại Giáng đô nối ngôi nữa. Thân Sinh không nghe theo.
Sang năm 660 TCN, Tấn Hiến công lại sai Thân Sinh đi đánh đất Đông Sơn. Đại phu Lý Khắc khuyên Hiến công nên tự mình cầm quân đi đánh mà giao nước cho thái tử mới phải lẽ, nhưng Hiến công không nghe. Lý Khắc đi báo cho Thân Sinh biết, rồi cáo ốm không đi cùng Thân Sinh. Tấn Hiến công tự mình đưa tiễn Thân Sinh nhưng không tỏ ra yêu quý con. Thân Sinh đi đánh diệt Đông Sơn.

## Bị hại
Ly Cơ muốn hại thái tử Thân Sinh để giành ngôi thái tử cho con mình, thường gièm pha Thân Sinh với Hiến công. Nhưng khi Hiến công tỏ ý muốn thay ngôi thì Ly Cơ lại tỏ ra nhân từ, can Hiến công không nên làm.
Năm 655 TCN, Ly Cơ nói với Thân Sinh rằng Tấn Hiến công mộng thấy Tề Khương (mẹ Thân Sinh) và giục ông cúng lễ cho mẹ. Thân Sinh làm lễ cúng mẹ mình rồi sai người dâng thịt cúng về cho Tấn Hiến công. Lúc thịt dâng đến, Hiến công đang đi săn, Ly Cơ bèn bỏ thuốc độc vào. Khi Hiến công trở về định ăn thì Ly Cơ khuyên nên thử trước. Hiến công cho chó và viên quan nhỏ ăn thử. Cả chó và viên quan đều chết. Tấn Hiến công nổi giận bèn sai người đi đến Khúc Ốc bắt giết Thân Sinh.
Thái phó Đỗ Nguyên Khoản của Thân Sinh ông nên tự biện bạch nỗi oan và tố cáo Ly Cơ bỏ thuốc:
Phần tế để trong cung đã sáu ngày thì rõ là có người trong cung bỏ thuốc độc vào; thái tử nên làm một tờ trạng khiếu oan, chẳng lẽ cả trong triều thần lại không có ai dám nói hay sao ? Còn hơn là cứ ngồi mà chịu chết ?
Thân Sinh nói:
Chúa công ta không có Ly Cơ thì ăn không được ngon, ngủ không được yẽn. Nay tôi khiếu oan mà không minh ra được thì lại càng thêm tội; may mà minh ra được thì vị tất chúa công đă trị tội Ly Cơ, mà khiến cho chúa công lại thêm một nỗi đau lòng, chi bằng tôi chịu chết cho xong ?
Đỗ Nguyên Khoản nói:
Ta hây trốn sang nước khác, để lo liệu về sau, thái tử nghĩ thế nào ?
Thân sinh nói:
Chúa công không xét cho là vô tội mà sai người đem quân đến đánh tôi; tôi đă mang cái tiếng là người giết cha thì dẫu đi đến đâu, người ta cũng coi tôi như một giống chim cử mổ mẹ mà thôi. Nếu tôi trốn đi mà đổ lỗi cho chúa công thì thành ra bêu cái tiếng ác của quân phụ cho các nước khác chê cười. Thôi thì chỉ một chết là hơn cả.
Thân Sinh ngảnh mặt về phía bắc, sụp lạy hai lạy rồi tự vẫn ở Khúc Ốc vào tháng 12 năm 655 TCN. Tấn Hiến công chính thức lập Hề Tề làm thái tử. Sau này Thân Sinh được truy phong là Cung thái tử.